# Гаррі Шелл
Анрі О'Рейлі «Гаррі» Шелл (англ. Henry O'Reilly "Harry" Schell, 29 червня 1921, Париж, Франція — 13 травня 1960, Сільверстоун, Нортгемптоншир, Велика Британія) — американський автогонщик, пілот Формули-1 (1950—1960).